# Peter Mandelson
Peter Benjamin Mandelson, barón Mandelson (21 de octubre de 1953, Londres) es un político británico, miembro del Partido Laborista y por el que fue diputado durante doce años en la Cámara de los comunes por la circunscripción de Hartlepool, además de ocupar numerosos cargos dentro de las altas esferas de los gobiernos de Tony Blair y Gordon Brown. 
Fue Ministro sin cartera, Secretario de Estado para Industrias y Comercio, Secretario de Estado para Irlanda del Norte, Comisario europeo de Comercio en la Comisión Barroso, Secretario de Estado para Negocios, Empresas y Reformas de Regulación, Secretario de Estado para Negocios, Innovación, Desarrollo y Presidente de la Comisión del Comercio, además de ejercer como Lord Presidente del Consejo y Primer Secretario de Estado. 
Ideólogo y creador del «Nuevo Laborismo» que impulsó a Tony Blair hacia el cargo de primer ministro del Reino Unido  y que sacó al Partido Laborista de la decadencia en que se encontraba, fue catalogado como la «eminencia gris» del laborismo, debido al inmenso poder de decisión del que ha gozado en la política desde el ascenso de Blair a la primera magistratura inglesa, al servir como asesor y miembro de los gabinetes laboristas, desde comienzos del siglo XXI y también recibe la denominación del «Príncipe de las Tinieblas», en referencia al poder que ha ejercido sobre los gobiernos laboristas del "Nuevo Siglo".
En 2008 es nombrado por la reina Isabel II, como barón Mandelson, título con carácter vitalicio y que le ha permitido ejercer a partir de entonces hasta la actualidad, como miembro de la Cámara de los Lores.

## Biografía
Fue un miembro destacado en los gabinetes del ex primer ministro británico Tony Blair, ocupando las carteras de Trabajo e Industria y gestionando los Acuerdos de Paz de Viernes Santo en Irlanda del Norte. Entre 2004 y 2008 fue Comisario Europeo de Comercio en la Comisión Barroso, el poder ejecutivo de la Unión Europea. A partir de entonces, y hasta 2010, fue el presidente de la Board of Trade y el Secretario de Estado para los Negocios, Empresa y Reformas.
Por otro lado es uno de los principales protagonistas de las transformaciones internas del partido laborista inglés con la intención de llegar al New Labour - el nuevo partido laboralista. Es apodado como El príncipe de las tinieblas o Mandy tanto por la prensa británica como por el propio pueblo.